# Francis L. Sullivan
Francis Loftus Sullivan (6 de enero de 1903 – 19 de noviembre de 1956) fue un actor teatral, cinematográfico y televisivo inglés. 

## Biografía
Nacido en Londres, Inglaterra, su nombre completo era Francis Loftus Sullivan. Estudió en el Stonyhurst, una escuela jesuita en Lancashire entre cuyos alumnos figuran Charles Laughton y Sir Arthur Conan Doyle.
Hombre corpulento con un llamativo doble mentón y voz profunda, Sullivan debutó a los 18 años de edad en el Teatro Old Vic actuando en la obra de William Shakespeare Ricardo III. Consiguió una considerable experiencia teatral antes de rodar en 1932 su primera película, The Missing Rembrandt, en la cual Arthur Wontner encarnaba a Sherlock Holmes.
Entre sus papeles más destacados figuran el de Mr. Bumble en Oliver Twist (1948) y el de Phil Nosseross en Night and the City (1950). Sullivan fue también Jaggers en dos versiones de la novela de Charles Dickens Grandes esperanzas, rodadas en 1934 y 1946. Actuó en un cuarto film sobre Dickens, la producción de 1935 de Universal Pictures The Mystery of Edwin Drood, en la cual encarnaba a Crisparkle.
Además, Sullivan formó parte del reparto de La ciudadela (1938), protagonizada por Robert Donat, trabajando también en 1938 en la obra teatral de Sewell Stokes Oscar Wilde, representada en el Arts Theatre de Londres. Una década después fue Pierre Cauchon en la cinta en technicolor Joan of Arc (1948), interpretada por Ingrid Bergman. Ese mismo año fue fiscal de distrito en la adaptación a la pantalla The Winslow Boy (1948).
Sullivan también actuó en comedias ligeras, entre ellas My Favorite Spy (1951), con Bob Hope y Hedy Lamarr, y Tres violinistas (1944), en la cual encarnaba a Nerón. Fue también Potino el Eunuco en una adaptación al cine de una obra teatral de George Bernard Shaw, César y Cleopatra (1945), film dirigido por Gabriel Pascal, y último supervisado personalmente por Shaw. Sullivan retomó el papel en una reposición de la obra teatral.
Sullivan, que finalmente se nacionalizó estadounidense, ganó en 1955 un Premio Tony por su actuación en la obra de Agatha Christie Testigo de cargo. Antes, él había sido Hércules Poirot en el Embassy Theatre de Londres en otra obra de Christie, Café solo (1930). 
Francis L. Sullivan falleció a causa de un infarto agudo de miocardio en Nueva York, Estados Unidos en 1956. Tenía 53 años. Algunas fuentes afirman que falleció por una enfermedad pulmonar no determinada. Fue enterrado en el Cementerio Calvary, en Woodside, Queens. 

## Teatro (selección)
- 1921-1922 : 
  - Otelo, Ricardo II, Hamlet, Mucho ruido y pocas nueces, El mercader de Venecia, Macbeth, Como gustéis, A buen fin no hay mal tiempo, Noche de reyes, El rey Lear, Timón de Atenas, todas de William Shakespeare
  - Peer Gynt de Henrik Ibsen
  - Love is the Best Doctor, a partir de Molière
- 1924-1925 : 
  - Peter Pan, a partir de J. M. Barrie, con Gladys Cooper y Ian Hunter
  - Santa Juana, de George Bernard Shaw
- 1929 : Mary Waters, de Monckton Hoffe, con Robert Douglas y Ernest Truex
- 1930-1931 : Late Night Final, de Louis Weitzenkorn, con Raymond Massey
- 1931 : Precious Bane, adaptación de la novela de Mary Webb, con Robert Donat y Donald Wolfit
- 1931-1932 : Fire, de Ernita Lascelles, con Catherine Lacey
- 1936-1937 : Hamlet, de William Shakespeare, con Alec Guinness, Robert Newton, Laurence Olivier, Michael Redgrave y Torin Thatcher
- 1947 : Duet for Two Hands, de Mary Hayley Bell, con Hugh Marlowe
- 1949-1950 : César y Cleopatra, de George Bernard Shaw, con Cedric Hardwicke y Lilli Palmer
- 1954-1956 : Testigo de cargo, de Agatha Christie, con Una O'Connor

## Filmografía

### Cine
- 1932 : The Missing Rembrandt, de Leslie S. Hiscott
- 1932 : The Chinese Puzzle, de Guy Newall
- 1932 : When London Sleeps, de Leslie S. Hiscott
- 1933 : The Right to live, de Albert Parker
- 1933 : Called Back , de Reginald Denham y Jack Harris
- 1933 : F.P.1, de Karl Hartl
- 1933 : The Stickpin, de Leslie S. Hiscott
- 1933 : The Wandering Jew, de Maurice Elvey
- 1933 : Red Wagon, de Paul L. Stein
- 1934 : The Fire Raisers, de Michael Powell
- 1934 : The Warren Case, de Walter Summers
- 1934 : The Return of Bulldog Drummond, de Walter Summers
- 1934 : Princess Charming, de Maurice Elvey
- 1934 : Chu Chin Chow, de Walter Forde
- 1934 : What Happened Then?, de Walter Summers
- 1934 : El judío Süß, de Lothar Mendes
- 1934 : Great Expectations, de Stuart Walker
- 1934 : Cheating Cheaters, de Richard Thorpe
- 1934 : Strange Wives, de Richard Thorpe
- 1935 : Mystery of Edwin Drood, de Stuart Walker
- 1936 : Maroussia, de Eugene Frenke
- 1936 : Her Last Affaire, de Michael Powell
- 1936 : The Interrupted Honeymoon, de Leslie S. Hiscott
- 1936 : Spy of Napoleon , de Maurice Elvey
- 1936 : The Limping Man, de Walter Summers
- 1937 : Action for Slander, de Tim Whelan y Victor Saville
- 1937 : New York Express, de Robert Stevenson
- 1937 : Dinner at the Ritz, de Harold D. Schuster
- 1937 : Fine Feathers, de Leslie S. Hiscott
- 1938 : The Drum, de Zoltan Korda
- 1938 : Kate Plus Ten, de Reginald Denham
- 1938 : La ciudadela, de King Vidor
- 1938 : Climbing High, de Carol Reed
- 1938 : The Ware Case, de Robert Stevenson
- 1938 : The Gables Mystery, de Harry Hughes
- 1939 : The Four Just Men, de Walter Forde
- 1939 : Young Man's Fancy, de Robert Stevenson
- 1940 : 21 Days, de Basil Dean
- 1941 : Pimpernel Smith, de Leslie Howard
- 1942 : The Day Will Dawn, de Harold French
- 1942 : The Foreman Went to France, de Charles Frend
- 1942 : Lady from Lisbon, de Leslie S. Hiscott
- 1942 : The Butler's Dilemma, de Leslie S. Hiscott
- 1944 : Tres violinistas, de Harry Watt
- 1945 : César y Cleopatra, de Gabriel Pascal
- 1946 : The Laughing Lady, de Paul Ludwig Stein
- 1946 : Great Expectations, de David Lean
- 1947 : The Man Within, de Bernard Knowles
- 1947 : Take My Life, de Ronald Neame
- 1948 : Broken Journey, de Ken Annakin y Michael C. Chorlton
- 1948 : Oliver Twist, de David Lean
- 1948 : The Winslow Boy, de Anthony Asquith
- 1948 : Joan of Arc, de Victor Fleming
- 1949 : Christopher Columbus, de David MacDonald
- 1949 : The Red Danube, de George Sidney
- 1950 : Night and the City, de Jules Dassin
- 1951 : Behave Yourself !, de George Beck
- 1951 : My Favorite Spy, de Norman Z. McLeod
- 1952 : Caribbean, de Edward Ludwig
- 1953 : Sangaree, de Edward Ludwig
- 1953 : Plunder of the Sun, de John Farrow
- 1954 : Drums of Tahiti, de William Castle
- 1955 : The Prodigal, de Richard Thorpe
- 1955 : Hell's Island, de Phil Karlson

### Televisión

#### Telefilmes
- 1938 : On the High Road, de Anton Chekhov
- 1938 : The Crooked Billet

#### Series
- 1937 : Theatre Parade, episodio Wasps' Nest
- 1949 : The Chevrolet Tele-Theatre, episodio The Suicide Club
- 1950 : The Magnavox Theatre, episodio The Fog
- 1950 : Somerset Maugham TV Theatre, episodio McKintosh
- 1950 : The Philco Television Playhouse, episodio The Man Who Got Away with It
- 1950-1951 : Suspense, 3 episodios: 3.08, 3.13 y 4.5
- 1951 : Lux Video Theatre, episodio Stolen Years
- 1951-1952 : Lights Out (2 episodios: 3.51 y 4.51)
- 1952 : Studio One (2 episodios: 4.30 y 4.34)
- 1952 : Omnibus, episodio The Trial of Mr. Pickwick/Rodeo
- 1952-1954 : Schlitz Playhouse of Stars (2 episodios: 2.14 y 4.08)
- 1953 : The Gulf Playhouse, episodio August Heat
- 1953 : The Ford Television Theatre, episodio The Ming Lama
- 1953 : Robert Montgomery Presents, episodio The Soprano and the Piccolo Player
- 1953-1955 : General Electric Theater (2 episodios: 1.06 y 4.02)
- 1954 : The Philip Morris Playhouse, episodio The Man They'd Murdered
- 1954 : Cavalcade of America, episodio Margin of Victory
- 1954 : The Motorola Television Hour, episodio Nightmare in Algiers
- 1954 : Armstrong Circle Theatre, episodio The Three Tasks